# Gesetz über den Auswärtigen Dienst
Das Gesetz über den Auswärtigen Dienst (GAD) gibt den Besonderheiten des Auswärtigen Diensts der Bundesrepublik Deutschland eine gesetzliche Grundlage.

## Grundgedanke und Entstehung
Angehörige des Auswärtigen Diensts sind Beamte des Bundes, Tarifangestellte und lokal beschäftigte Ortskräfte (im Ausland). Für die Beamten gelten die allgemeinen beamtenrechtlichen Vorschriften der Bundes wie das Bundesbeamtengesetz (BBG) und die Bundesbesoldungsordnung (BBesO). Die Tarifangestellten unterliegen den allgemeinen tarifvertraglichen Regeln des Tarifvertrags für den öffentlichen Dienstes (TVöD). Ortskräfte werden nach jeweiligem Ortsrecht beschäftigt.
Nachdem bereits Anfang der 1970er Jahre eine Kommission über die Reform des Auswärtigen Dienstes dem Bundestag gegenüber Regelungsbedarf festgestellt hatte (Herwarth-Bericht), erfolgten regelmäßige Fortschrittsberichte, die letztlich dazu führten, dass das Parlament die Bundesregierung mit Plenarentschließung vom 24. November 1988 aufforderte, einen entsprechenden Gesetzentwurf vorzulegen. Das Auswärtige Amt richtete daraufhin in seiner Zentralabteilung einen Arbeitsstab ein (AS-GAD), dessen Aufgabe es war, die Besonderheiten des Auswärtigen Dienstes konkreter zu analysieren. Dabei ging es um die tatsächlichen Unterschiede und Mehrbelastungen, die sich aus dem Dienst im Ausland und der über die gesamte Dienstzeit verpflichtende weltweite Versetzungsbereitschaft (Rotation) ergeben. Ferner spielten gesellschaftliche Entwicklungen eine Rolle, da von der Auslandstätigkeit und dem ständigen Wohnsitzwechsel auch die Familien der Bediensteten betroffen sind (Berufstätigkeit der Ehepartner, Beschulung der Kinder u. a.).
Der vom Auswärtigen Amt erarbeitete Entwurf des Gesetzes über den Auswärtigen Dienst wurde am 5. Januar 1990 in den Bundesrat und am 1. März 1990 in den Bundestag eingebracht. In der Begründung wurde darauf hingewiesen, dass „für viele der notwendigen Anpassungsmaßnahmen und für eine effiziente Verwaltung des Auswärtigen Dienstes eine eigene gesetzliche Grundlage erforderlich“ ist. Die an den Auswärtigen Dienst gestellten Anforderungen seien weiter gewachsen. Die Arbeits- und Lebensverhältnisse in vielen Ländern seien schwieriger geworden. An der Mehrzahl der Dienstorte würden „die Bediensteten und ihre Familien besonderen Gesundheitsrisiken und Gefährdungen durch Krisen, Konflikte und Versorgungsengpässe ausgesetzt. Die Fürsorge des Dienstherrn gebietet eine rechtliche klare Absicherung gegen die damit verbundenen Risiken und einen angemessenen Ausgleich der Nachteile.“ Ferner wurde auf den verschärften Wettbewerb um die besten Nachwuchskräfte hingewiesen. Das Bundesministerium des Innern brachte gleichzeitig den Entwurf für das Dienst- und besoldungsrechtliche Begleitgesetz zum Gesetz über den Auswärtigen Dienst (BGAD) ein, das das GAD in Einzelfragen, die in die Zuständigkeit des Innenministeriums fallen, ergänzt.
Die Lesungen des Gesetzentwurfs und die Beratungen im Auswärtigen Ausschuss fanden vom 16. Februar bis 22. Juni 1990 statt. Die SPD-Fraktion hatte bereits im Jahr 1981 einen eigenen Gesetzentwurf eingebracht, der 1990 gemeinsam mit dem Entwurf der Bundesregierung beraten wurde. Die Opposition warf der Regierung vor, die nach wie vor bestehenden und in den Entwürfen zum GAD und zum BGAD zutage tretenden Differenzen in speziellen dienst- und besoldungsrechtlichen Fragen der „Auslandsbeamten“ zwischen Auswärtige Amt und Innenministerium nicht gelöst zu haben. Im Entwurf der SPD waren der Ehepartnerzuschlag (EPZ) und die Begrenzung des Mieteigenanteils im Ausland wesentliche Punkte. Der Gesetzentwurf der Opposition wurde in zweiter Lesung von den Koalitionsparteien abgelehnt. Dem Abgeordneten Knabe (Grüne) gelang es vor Abstimmung in letzter Minute, einen dann einstimmig angenommenen Änderungsantrag mündlich einzubringen, mit dem die Aufgabenbeschreibung des Auswärtigen Dienst in Paragraph 1 erweitert wurde, nämlich: Er dient

„— der Erhaltung der natürlichen Lebensgrundlagen der Erde und dem Schutze des kulturellen 
Erbes der Menschheit.“

Das GAD wurde am 31. Mai 1990 in dritter Lesung vom Bundestag bei einer Enthaltung mit großer Mehrheit angenommen. Den Bundesrat passierte es abschließend am 22. Juni 1990. Das Gesetz wurde am 30. August 1990 durch Veröffentlichung im Bundesgesetzblatt verkündet und trat am 1. Januar 1991 in Kraft.

## Gliederung und Regelungen

### Abschnitt 1: Aufgaben, Stellung und Organisation des Auswärtigen Dienstes
| § 1 | Aufgaben                                            | Hinweis auf Zuständigkeit des Auswärtigen Diensts für die auswärtigen Angelegenheiten des Bundes. Diese Zuständigkeit war vor Inkrafttreten des GAD lediglich in den 1950er Jahren in einem Schreiben von Bundeskanzler Adenauer „an die neuen Herren Bundesminister“ erwähnt, jedoch nie festgeschrieben worden. Ferner Hinweis auf das Konsulargesetz. |
| § 2 | Auswärtiger Dienst                                  | Waren bislang Auslandsvertretungen eigenständige Behörden, legt § 2 die Einheitlichkeit von Auswärtigem Amt (Zentrale) und den Auslandsvertretungen fest. Auf dieser Grundlage sind personalwirtschaftliche Versetzungen nun Umsetzungen, die u. a. nicht mehr der Zustimmungspflicht der Personalvertretung unterliegen.                                |
| § 3 | Auslandsvertretungen                                | Festschreibung des Grundsatzes, dass der Botschafter persönlicher Vertreter des Bundespräsidenten bei dem Staatsoberhaupt des Empfangsstaats ist. |
| § 4 | Gemeinsame Auslandsvertretungen mit anderen Staaten | Einseitige Ermöglichung der Abgabe hoheitlicher Aufgaben durch Errichtung gemeinsamer Auslandsvertretungen mit anderen Staaten. |

### Abschnitt 2: Einsatz, Arbeitsweise und Ausstattung des Auswärtigen Dienstes
| § 5  | Personaleinsatz              | Rotationspflicht. Einheitlicher Pensionierungstermin am 30. Juni eines jeden Jahres (passend zum einheitlichen Versetzungstermin).                         |
| § 6  | Personalreserve              | Begründung und Bildung einer stellenmäßigen Personalreserve in allen Laufbahnen.                                                                           |
| § 7  | Organisation und Ausstattung | Möglichkeit der Anordnung besonderer Arbeitszeiten im Ausland. Gewährung einer Aufwandsentschädigung zur dienstlichen Kontaktpflege.                       |
| § 8  | Inspektion                   | Überprüfung des zweckentsprechenden Einsatz von Personal und Sachmitteln sowie Beratung der Auslandsvertretungen in Fragen der Führung und Zusammenarbeit. |
| § 9  | Kurierdienst und Auslands-IT | Festlegung der Zuständigkeit der IT-Arbeitseinheiten des Auswärtigen Amts für alle Einrichtungen des Bundes im Ausland.                                    |
| § 10 | Politisches Archiv           | Absicherung des eigenen Archivs des Auswärtigen Amts, nach den Vorschriften des Bundesarchivgesetzes organisiert.                                          |

### Abschnitt 3: Rechtsverhältnisse der Angehörigen des Auswärtigen Dienstes
| § 11 | Rechtsverhältnisse                 | Beamte und Tarifbeschäftigte wie oben dargestellt. Gesonderte Nennung der Honorarkonsuln. |
| § 12 | Auswahl und Ausbildung der Beamten | Vorbereitungsdienst und Bestehen der Laufbahnprüfung |
| § 13 | Personalaustausch                  | Auf von anderen Ministerien oder Einrichtungen auf Zeit im Auswärtigen Dienst eingesetztes Personal treffen die Regelungen des GAD zu. Der Austausch mit anderen auswärtigen Diensten ist zulässig. |

### Abschnitt 4: Rechte und Pflichten der Beamten
| § 14 | Besondere Pflichten im Auswärtigen Dienst    | Weltweite Versetzungsbereitschaft und Notwendigkeit, auch außerhalb der üblichen Arbeitszeiten tätig zu sein. |
| § 15 | Fürsorge und Schutz                          | Pflicht des Dienstherrn: Weitestmögliche Vermeidung von Nachteilen für die Bediensteten.                      |
| § 16 | Erkrankungen und Unfälle im Ausland          | Erweiterter Spielraum für Beihilfe und Ersatz für Unfälle aufgrund besonderer Lebensbedingungen im Ausland.   |
| § 17 | Gesundheitsdienst und soziale Betreuung      | Rechtsgrundlage für den eigenen Gesundheitsdienst                                                             |
| § 18 | Urlaub der in das Ausland entsandten Beamten | Nach Dienstort gestaffelter Zusatzurlaub und Reisekostenzuschuss für jährliche Urlaubsreisen in die Heimat.   |

### Abschnitt 5: Fürsorge für Familienangehörige
| § 19 | Unterstützung der Familienangehörigen                            | Interesse des Auswärtigen Amts, Familien in das Ausland zu entsenden. Dafür Hilfe bei fremdsprachlicher Vorbereitung der Partner.                                                               |
| § 20 | Mitwirkung der Ehegatten an dienstlichen Aufgaben                | Dienstliche Unterstützung von Partnern, die bei der Erfüllung amtlicher Aufgaben helfen. (sog. „Küchenparagraph“)                                                                               |
| § 21 | Vorschulische und schulische Erziehung und Ausbildung der Kinder | Kostenübernahme durch Schulbeihilfe; Kinderbesuchsreisen bei räumlicher Trennung. |
| § 22 | Unfälle und Erkrankungen von Familienangehörigen                 | Ersatz auch für Familienmitglieder |
| § 23 | Reisebeihilfen in besonderen Fällen                              | Übernahme der Reisekosten im Falle des Todes oder lebensbedrohenden Erkrankung von nahen Angehörigen in der Heimat auf amtliche Mittel.                                                         |
| § 24 | Berufsausübung der Ehegatten                                     | Verpflichtung des Auswärtigen Amts, Partnern die Ausübung ihres Berufs im Ausland durch Abschluss entsprechender bilateraler Vereinbarungen zu ermöglichen (Problem des diplomatischen Status). |

### Abschnitt 6: Fürsorge in Krisenfällen und bei außergewöhnlichen Belastungen
| § 25 | Maßnahmen der Krisenfürsorge | Vorsorgemaßnahmen zum Schutz und zur Fürsorge für die Angehörigen des Auswärtigen Dienstes und die zu ihrer häuslichen Gemeinschaft gehörenden Personen im Ausland. |
| § 26 | Schadensausgleich            | Gilt für alle Fälle, die im Inland im Normalfall nicht eintreten. Dazu auch gesonderte Verwaltungsvorschrift.                                                       |

### Abschnitt 7: Wohnungsfürsorge und Umzüge
| § 27 | Wohnsitz und Wohnung                     | Pflicht zur Wohnsitznahme am ausländischen Dienstort. Gewährung zum Mietzuschuss, um den eigenen Aufwand des Bediensteten auf Inlandsniveau zu halten.                                         |
| § 28 | Auslandsumzüge und Auslandstrennungsgeld | Umzugskostenerstattung und Gewährung eines Ausgleichs, wenn umzugsbedingt eine zeitweise Trennung von der Familie erforderlich ist; nach Bundesumzugskostengesetz und Bundesreisekostengesetz. |

### Abschnitt 8: Auslandsbezogene Leistungen
| § 29 | Auslandsbesoldung des Auswärtigen Dienstes | Gemäß Bundesbesoldungsgesetz; zusätzliche Komponenten: Kaufkraftausgleich, Ausgleich der durch den wiederkehrenden Auslandseinsatz bedingten Mehraufwendungen, Ehepartnerzuschlag. |
| § 30 | Fremdsprachenförderung                     | Gewährung von Zuschüssen zum Erlernen von Fremdsprachen und einer Sprachenaufwandsentschädigung                                                                                    |

### Abschnitt 9: Rechtsverhältnisse der nichtentsandten Beschäftigten
| § 31 | Nichtentsandte Beschäftigte                               | Unterstreichung der Rolle der Ortskräfte                               |
| § 32 | Nichtentsandte Beschäftigte deutscher Staatsangehörigkeit | Abgrenzung der örtlich Beschäftigten mit deutschen Staatsangehörigkeit |
| § 33 | Nichtentsandte Beschäftigte anderer Staatsangehörigkeit   | Beschäftigung nach Ortsrecht                                           |

### Abschnitt 10: Schlussvorschriften
| § 34 | (weggefallen)                      |
| § 35 | Allgemeine Verwaltungsvorschriften |
| § 36 | Übergangsregelung                  |
| § 37 | Inkrafttreten                      |